# Spinocalanus hoplites
Spinocalanus hoplites är en kräftdjursart som beskrevs av Mungo Park 1970. Spinocalanus hoplites ingår i släktet Spinocalanus och familjen Spinocalanidae. Inga underarter finns listade i Catalogue of Life.